# Emilia Jamroziak
Emilia Jamroziak – polska historyczka, mediewistka, profesor na Uniwersytecie w Leeds.
Ukończyła studia na Uniwersytecie im. Adama Mickiewicza w Poznaniu i na Uniwersytecie Środkowoeuropejskim w Budapeszcie. W 2001 uzyskała doktorat na Uniwersytecie w Leeds. Później pracowała na University of Southampton. Przebywała też na stażach badawczych na Uniwersytecie Londyńskim i Uniwersytecie Edynburskim. Od września 2005 pracuje na Uniwersytecie w Leeds. Jest członkiem Royal Historical Society.
Autorka trzech książek monograficznych: Rievaulx abbey and its social context 1132-1300: memory, locality and networks (2005), Survival and Success on Medieval Borders: Cistercian Houses in Medieval Scotland and Pomerania from the Twelfth to the Late Fourteenth Century (2011), The Cistercian Order in Medieval Europe: 1090-1500 (2013) oraz dwóch prac zbiorowych: Religious and Laity in Northern Europe 1000-1400: Interaction, Negotiation, and Power (2007 wraz z Janet Burton) i Monasteries on the Borders of Medieval Europe: Conflict and Cultural Interaction (2013 wraz z Karen Stöber). Jej artykuły są opublikowanych m.in. na łamach "Commentarii Cistercienses", "Northern History", "Parergon" i "Yorkshire Archaeological Journal" oraz w wielu pracach zbiorowych.  W latach 2015–2016 była stypendystką Fundacji Humboldta na TU Desden oraz jako COFUND Fellow w Max-Weber-Kolleg (Erfurt)] w latach 2019-2020.